# قره‌بویون‌لار
قره‌بویون‌لار (به لاتین: Qaraboyunlar) یک منطقه مسکونی در جمهوری آذربایجان است که در شهرستان تووز واقع شده است. این روستا ۲۱۰ نفر جمعیت دارد.